# Actinote (minéral)
Cet article concerne le minéral. Pour le genre de papillons, voir Actinote (genre).
L'actinote est un minéral ferro-magnésien de la famille des silicates (groupe des amphiboles calciques). De formule chimique Ca2(Mg,Fe)5Si8O22(OH)2 avec des traces de Mn, Al, Na, K et Ti, l'actinote constitue les termes intermédiaires dans la série isomorphe qui va de la trémolite Ca2Mg5Si8O22(OH)2 à la rare ferro-actinote Ca2Fe5Si8O22(OH)2.

## Inventeur et étymologie
La description a été faite par le minéralogiste Kirwan en 1794 sous le nom d'actynolite. Son nom vient du grec aktis, qui veut dire rayon et lithos = pierre en allusion à l'habitus fibreux et radié de ses cristaux. Le terme actinote, sur la même étymologie, est de René Just Haüy.

## Propriétés physiques
Le pourcentage de fer contenu dans les actinolites leurs confère une couleur verte, avec un éclat vitreux. De ce fait, sa couleur est le plus souvent vert bouteille avec des nuances allant du vert clair (faible quantité de fer) au vert foncé (fort pourcentage).
Elle présente une dureté moyenne de 5,5 à 6 sur l'échelle de Mohs, et ne peut être rayée que par la lame d’un canif. Son poids, plutôt lourd, dépend également du pourcentage de fer.
L'actinolite présente un clivage parfait selon le prisme vertical, avec deux angles de 120 ° et deux de 60 °. Cette caractéristique permet ainsi de la distinguer des pyroxènes, qui clivent eux aussi selon le prisme vertical mais avec des angles de 90 ° chacun.
- Groupe spatial : C2/m
- Paramètres de la maille conventionnelle : a = 9,891 Å, b = 18,2 Å, c = 5,31 Å, β = 104,64°
- Ratio a:b:c = 0,543 : 1 : 0,292
- Volume cellulaire : V = 924,85 Å3
- Z = 2

## Cristallochimie
L’actinote est une amphibole, donc un inosilicate à chaîne double. Les tétraèdres de silicium (SiO4), alternativement unis par deux de leurs trois sommets forment des réceptacles hexagonaux, pouvant contenir des groupes hydroxyles (OH) et des ions fluor. Les doubles chaînes, quant à elles, sont reliées par les ions de calcium, de magnésium ou de fer. Ces deux derniers éléments se substituent parfaitement en raison de leur diamètre relativement proche et de leur même degré d’oxydation. La substitution du magnésium et du fer donnera donc des variétés d’actinote. Une solution dépourvue de fer constituera le minéral trémolite, Ca2Mg5Si8O22(OH)2, tandis qu’une sans magnésium donnera de la ferroactinolite, Ca2Fe5Si8O22(OH)2.
Comme la majeure partie des amphiboles, l’actinote cristallise dans le système monoclinique en cristaux prismatiques allongés, pouvant atteindre 15 cm, sous forme d’agrégats aciculaires, radiés, colonnaires, en masses grenues, lamellaires, capillaires, microcristallins compacts et fibreux (asbeste).

## Gîtologie
L’actinote est un produit de métamorphisme régional faible et moyen degrés ainsi que le métamorphisme de contact de roches basiques, dans les calcaires et les dolomies.
Elle peut également provenir de roches volcaniques par transformation de l’augite ou de l’olivine, sous des conditions de haute pression et de faible température.
L'actinote est aussi présente dans les roches intrusives fémiques, comme les gabbros, mais en tant que minéral secondaire, dérivé de l'altération de pyroxènes préexistants. C'est le cas de la smaragdite, dérivée de l'altération de l'augite (diallage).

## Minéraux associés
L'actinote est commune dans les schistes verts et contribue, en association avec la chlorite, à leur couleur verte. On les trouve aussi en tant qu’inclusion dans les cristaux de quartz, ou dans les fentes alpines, associée à l'albite et l’épidote.

## Synonymie
- actinolite (Kirwan 1794[4], 1810[5]) : nom anglais retenu par l'Association internationale de minéralogie (le terme français reste l’actinote).
- actinolithe[6]
- actynolite, actinolyte (Kirwan 1794[7])
- rayonnante (Saussure)[8]
- strahlite, stralite commun (Napione 1797[9]) contraction du terme allemand Strahlstein[10]
- zillerthite (le) (Delamétherie 1797) Décrit par Jean-Claude Delamétherie qui l'a nommé d'après le topotype supposé le Zillerthal[11].

## Galerie

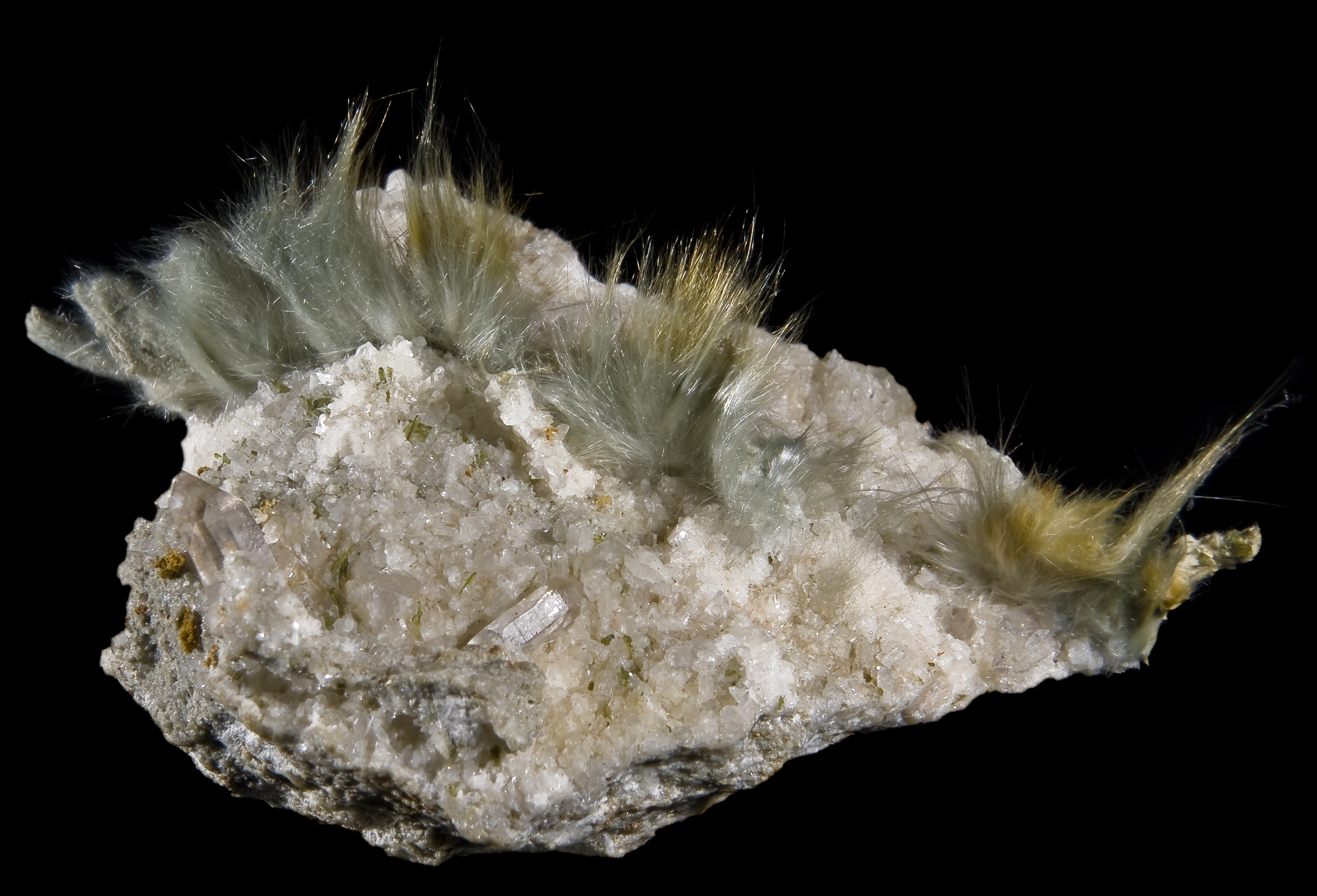
Byssolite - Vallée d'Aure France (8 × 4 cm)
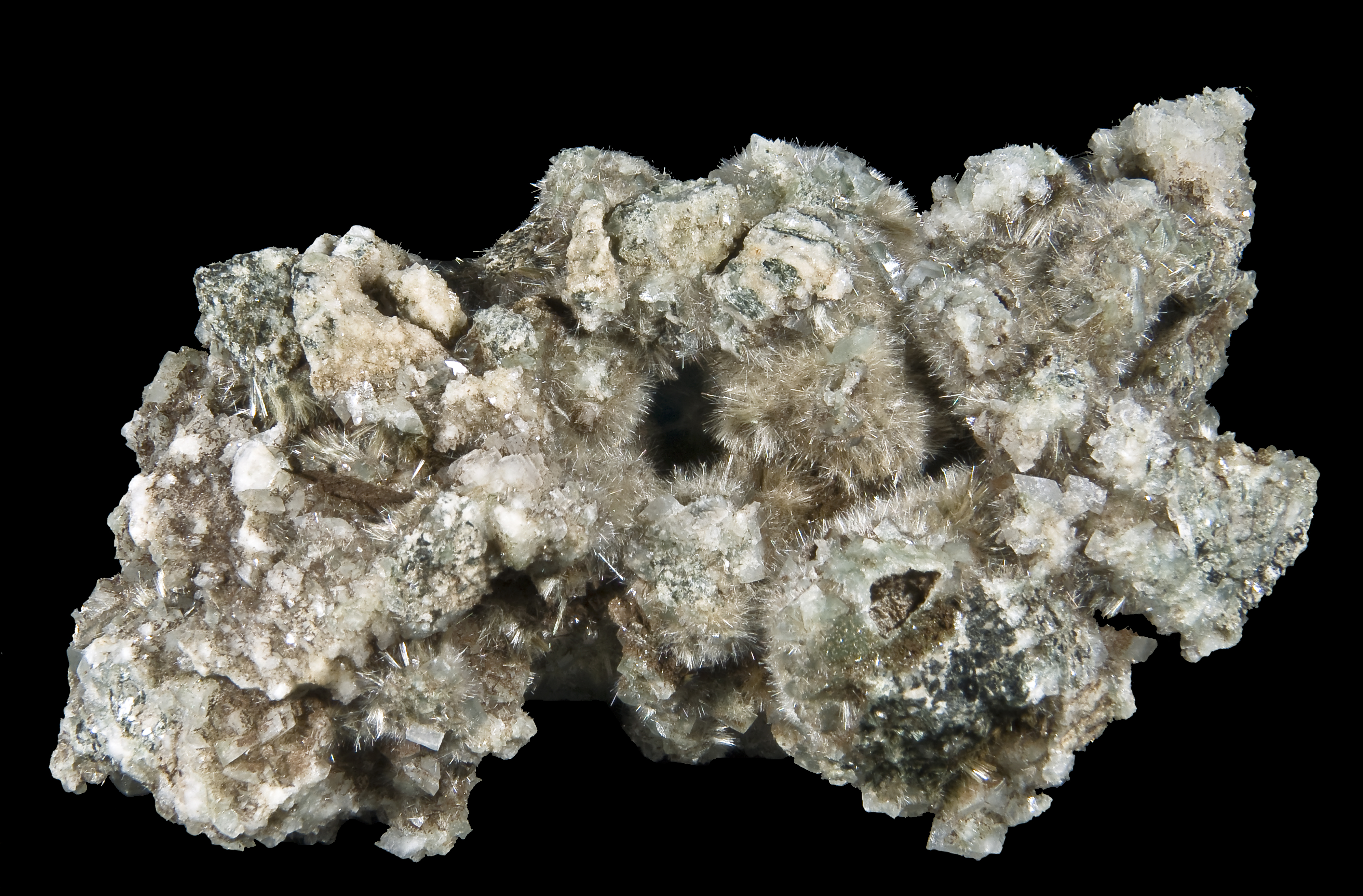
Byssolite - St Gotthard Suisse (6,6 cm)
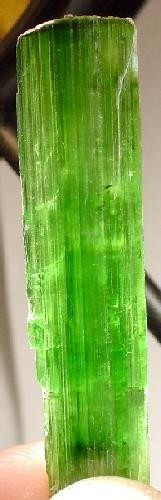
Lame d'actinote - Mogok, Birmanie (4,9 × 1,3 × 0,4 cm)

## Variétés
- Byssolite (Saussure[12]), variété à fibres capillaires. Son nom signifie « barbe de pierre », liée à la ressemblance à des touffes d’herbes dressées. Ces fibres microscopiques les classifient dans la catégorie asbestes, variété d’amiante[13].
- Néphrite, variété compacte à structure fibreuse. Il s’agit de l’un des deux minéraux appelés jade. L’autre étant la jadéite.
- Smaragdite, variété dont la couleur verte intense est liée à la présence de chrome. Trouvée en Autriche, en Italie et en Chine mais aussi en France à La Roche, Côtes-d'Armor[14] et à Piedipartino, Piedicroce, Corte, Haute-Corse.

## Gisements remarquables
Australie
- Moonta and Wallaroo

 Autriche
- Schiedergraben, Vallée de Felben, Hohe Tauern, Salzburg (Byssolite)[15]

 Brésil
- Bahia

 Canada
- Mont Saint Hilaire, Québec

 États-Unis
- Chester, Windsor Co., Vermont; the French Creek Mine, Chester Co., Pennsylvania; Sanford, York Co., Maine; Hopland, Mendocino Co., California; and Pleasanton, Alameda Co., California)

 France
- Vallée d'Aure, Hautes-Pyrénées, Midi-Pyrénées[16]
- Arignac, Tarascon-sur-Ariège, Ariège, Midi-Pyrénées[17]

 Italie
- (Piémont, Lombardie, Haut-Adige, Ligurie)

 Norvège
- Arendal

 Portugal
- Carrière de Montijos, Monte Redondo, Leiria, District de Leiria

 Suisse
- Partie centrale du massif du St Gotthard, Leventina, Tessin

## Utilisations
- Fabrication d'armes et d'ustensiles durant la préhistoire.
- La variété fibreuse de l’actinolite a été utilisée dans l’industrie de l’amiante (bien que pour cet usage, on utilise majoritairement les fibres de serpentine). L’amiante étant nocif, l’actinolite n’est plus utilisée en tant qu’isolation, mais toujours dans la constitution de matériels résistant au feu, ainsi que dans les garnitures et patins de freins.
- Les granulats des enrobés pour le revêtement des routes dans les travaux publics peuvent contenir de l'actinolite et quelquefois des traces d’« amiante actinolite », entrainant l’arrêt des travaux avant la mise en place de précautions particulières[18].
- La néphrite était autrefois considérée comme un remède infaillible contre les maladies rénales (son nom vient en effet du grec ancien « nephrôs », signifie rein). On lui donne ce nom aussi à cause des veines qui parfois la parcourent.
- La néphrite est souvent utilisée en joaillerie en remplacement de la jadéite, beaucoup plus précieuse. De plus, la néphrite majoritairement utilisée en Chine pour de l’ornement et des pièces religieuses, présente une variation de couleur beaucoup plus importante que la jadéite, plus proche du crème que du vert.